# Nicolás Lodeiro
Nicolás Lodeiro (Paysandú, 21 maart 1989) is een Uruguayaans profvoetballer die bij voorkeur als middenvelder speelt. Lodeiro debuteerde in 2009 in het Uruguayaans voetbalelftal.

## Clubcarrière

### Nacional
Lodeiro begon zijn loopbaan in de jeugd van Barrio Obrero, waarna hij overstapte naar Club Nacional. Toen Lodeiro achttien jaar was maakte hij zijn debuut op 19 augustus 2007. Hij ontwikkelde zich goed en Lodeiro werd al snel als een groot talent beschouwd. In zijn debuutseizoen speelde hij acht wedstrijden, waarin hij geen doelpunten maakte.
Een jaar later, in het seizoen 2008/09, bleef Lodeiro zich ontwikkelen en groeide hij uit tot een basisspeler. Lodeiro speelde dat seizoen een belangrijke rol in het behalen van de halve finales van de Copa Libertadores in 2009, waarin hij drie doelpunten maakte. In hetzelfde seizoen werd Lodeiro met Club Nacional kampioen van Uruguay. Lodeiro speelde dat seizoen vijfentwintig wedstrijden, waarin hij vier keer het net wist te vinden. In het seizoen 2009/10 scoorde hij tot aan de winterstop zeven keer in acht wedstrijden.

### Ajax
Zowel Ajax als AZ probeerden Lodeiro in januari 2010 naar Nederland te halen, waarin eerstgenoemde slaagde. De Amsterdamse club betaalde naar verluidt vier miljoen euro. Later bleek dit drieënhalf miljoen euro te zijn, dat in etappes werd betaald aan Club Nacional. Oud-ploeggenoot van Club Nacional en mede-international Luis Suárez zette zich hier tijdens de onderhandelingen mede voor in. Lodeiro maakte zijn debuut voor Ajax op 7 februari 2010 in een thuiswedstrijd tegen FC Twente (3–0). In de drieëntachtigste minuut kwam Lodeiro in het veld voor Marko Pantelić. Hij scoorde zijn eerste doelpunt voor Ajax op 25 maart 2010 in de halve finale van de KNVB beker tegen Go Ahead Eagles.
Omdat Lodeiro tijdens het WK 2010 zijn middenvoetsbeentje brak, speelde hij aan het begin van het seizoen geen enkele wedstrijd. Op 4 oktober 2010 sloot Lodeiro weer aan bij de groepstraining van het eerste van Ajax, maar brak enkele dagen later weer zijn middenvoetsbeentje en stond opnieuw enige maanden aan de kant.
Op 2 april 2011 werd bekend dat Lodeiro voor het eerst sinds een lange tijd weer bij de wedstrijdselectie van Ajax zat, voor een duel met Heracles Almelo. Tijdens een wedstrijd tegen Vitesse, op 26 augustus 2011, mocht hij invallen voor Christian Eriksen. In een korte invalbeurt tegen Dinamo Zagreb in de UEFA Champions League scoorde Lodeiro; op aangeven van Ebecilio schoof hij de bal langs de doelman.
Door diverse blessures kreeg hij een kans in het basiselftal. In zijn eerste wedstrijd gaf hij meteen twee assists en tegen Excelsior scoorde hij vanuit een vrije trap. In een uitwedstrijd tegen NAC Breda scoorde Lodeiro zijn tweede doelpunt uit een individuele actie. Op de voorlaatste speeldag van 2011/12 mocht hij aantreden in waarschijnlijk zijn laatste wedstrijd voor Ajax tegen Vitesse. Hij gaf een assist op de vrijstaande André Ooijer, die daarmee in zijn afscheidswedstrijd scoorde. In mei 2012 werd bekendgemaakt dat Ajax zijn aflopende contract niet verlengde.

### Brazilië en Argentinië
Op 18 juli 2012 werd bekendgemaakt dat Lodeiro per direct vertrok naar Botafogo FR. Lodeiro maakte zijn debuut voor Botafogo op 12 augustus 2012 in de thuiswedstrijd tegen Associação Portuguesa. Hij kwam in de zesenveertigste minuut in de ploeg voor Vítor Júnior. De wedstrijd eindigde in 1–1. In mei 2014 vertrok Lodeiro voor een transfersom van circa een miljoen euro naar SC Corinthians, waar hij een seizoen speelde. In februari 2015 vertrok Lodeiro voor een transfersom van circa vijf miljoen euro naar CA Boca Juniors.

### Seattle Sounders en Orlando City
In juli 2016 vertrok Lodeiro voor een transfersom van circa vijfeneenhalf miljoen euro naar Seattle Sounders. Met de club won hij in 2016 en 2019 de MLS en in 2022 de CONCACAF Champions League. In 2024 ging hij naar Orlando City SC.

## Statistieken
| Seizoen | Club             | Competitie       | Wed. | Goals |
| ------- | ---------------- | ---------------- | ---- | ----- |
| 2007/08 | Nacional         | Primera División | 15   | 0     |
| 2008/09 | Nacional         | Primera División | 20   | 2     |
| 2009/10 | Nacional         | Primera División | 8    | 7     |
| 2009/10 | Ajax             | Eredivisie       | 8    | 0     |
| 2010/11 | Ajax             | Eredivisie       | 0    | 0     |
| 2011/12 | Ajax             | Eredivisie       | 13   | 2     |
| 2012    | Botafogo         | Série A          | 18   | 2     |
| 2013    | Botafogo         | Série A          | 26   | 5     |
| 2014    | Botafogo         | Série A          | 3    | 0     |
| 2014    | Corinthians      | Série A          | 7    | 0     |
| 2015    | Boca Juniors     | Primera División | 21   | 3     |
| 2016    | Boca Juniors     | Primera División | 9    | 3     |
| 2016    | Seattle Sounders | MLS              | 12   | 4     |
| 2017    | Seattle Sounders | MLS              | 33   | 7     |
| 2018    | Seattle Sounders | MLS              | 27   | 8     |
| 2019    | Seattle Sounders | MLS              | 28   | 7     |
| 2020    | Seattle Sounders | MLS              | 17   | 6     |
| 2021    | Seattle Sounders | MLS              | 1    | 0     |

Bijgewerkt op 7 juli 2021.

## Interlandcarrière

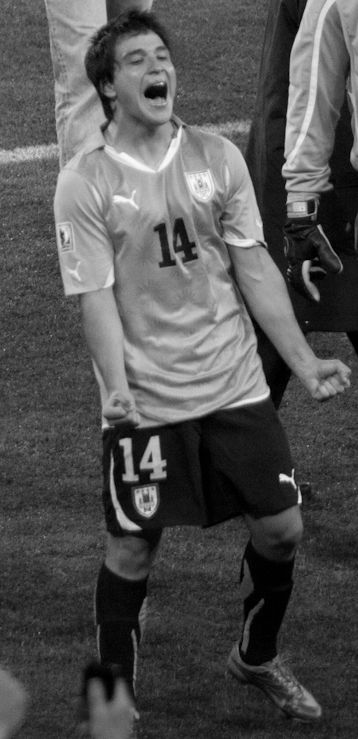
Lodeiro op het WK 2010

Op 11 juni 2010 maakte hij voor Uruguay zijn WK-debuut in Zuid-Afrika in de eerste groepswedstrijd tegen Frankrijk. Hij mocht na vijfenzestig minuten invallen, maar kreeg in de eenentachtigste minuut zijn tweede gele kaart en mocht alweer vertrekken. Het was tevens de eerste rode kaart van het toernooi. Een erg gelukkig WK had Lodeiro niet, want hij brak tijdens het toernooi ook nog zijn middenvoetsbeentje. In de zomer van 2011 won Lodeiro de Copa América 2011 met Uruguay. Hij nam met het Uruguayaans olympisch voetbalelftal onder leiding van bondscoach Óscar Tabárez deel aan de Olympische Spelen van 2012 in Londen. Lodeiro was op 13 november 2013 een van de vijf doelpuntenmakers voor Uruguay in de eerste play-offwedstrijd tegen Jordanië (0–5) in de kwalificatie voor het wereldkampioenschap voetbal 2014 in Brazilië. In mei 2014 werd Lodeiro door Tabárez opgenomen in de selectie voor het wereldkampioenschap voetbal 2014. Op dat toernooi speelde hij alle wedstrijden van zijn land, uitgezonderd de verloren achtste finale tegen Colombia.

## Erelijst
Nacional
- Primera División: 2008/09
- Torneo Apertura: 2008, 2009
- Liguilla: 2008

 Ajax
- Eredivisie: 2010/11, 2011/12
- KNVB beker: 2009/10

 Botafogo
- Campeonato Carioca: 2013

 Boca Juniors
- Primera División: 2015
- Copa Argentina: 2014/15

 Seattle Sounders
- MLS Cup: 2016, 2019
- Western Conference: 2016, 2017, 2019
- CONCACAF Champions League: 2022

 Uruguay
- CONMEBOL Copa América: 2011

Individueel
- MLS Newcomer of the Year: 2016
- CONCACAF Champions League Best XI: 2018, 2022
- MLS All-Star: 2019
- MLS Best XI: 2020
- MLS top assist provider: 2020